# El Houamed
El Houamed là một đô thị thuộc tỉnh Msila, Algérie. Dân số thời điểm năm 2002 là 5.948 người.